# Incawockia rubiginosa
Incawockia rubiginosa is een vlinder uit de familie Urodidae. De wetenschappelijke naam van de soort is voor het eerst geldig gepubliceerd in 2014 door Jae-Cheon Sohn.

## Type
- holotype: "male. II.1989. leg. J.C. Sohn. Genitalia slide SJC-819"
- instituut: INbio, Santo Domingo de Heredia, Coste Rica
- typelocatie: "Costa Rica, Estacion Mengo, 1100 m., SW side Volcan Cacao Guanacaste, GNP Biodiversity Survey, W85°28ʹ10 N10°55ʹ43"[1]